# Tinderbox (Eastgate)
Tinderbox ist eine kommerzielle Content-Management-Software des Unternehmens Eastgate für Mac OS X. Mit Tinderbox kann der Benutzer Notizen, Pläne und Ähnliches speichern und diese z. B. in Weblogs veröffentlichen. Außerdem besteht die Möglichkeit, durch sogenannte Agents Zusammenhänge und Beziehungen zu suchen.
Aktuell ist derzeit die Version 8.6.2 vom 15. März 2020.